# 2019
سنة 2019 (بالأرقام الرومانية: MMXIX) هي سنة بسيطة بدأت يوم الثلاثاء (الرابط يظهر نموذج الجدول الزمني الكامل للسنة) من التقويم الغريغوري. وهي السنة 2019 بعد الميلاد والسنة 19 في الألفية الثالثة والقرن الواحد والعشرين والسنة العاشرة والأخيرة في عقد 2010.

## أحداث
- 18 يونيو: زلزال بقوة 6.4 على مقياس ريختر يضرب اليابان.
- 5 يوليو: زلزال يضرب الولايات المتحدة ويخلف 25 جريحا و1 قتيلا.
- 4 أغسطس: زلزال بقوة 6.3 على مقياس ريختر يضرب اليابان.
- 17 يونيو: زلزال يضرب الصين ويخلف 125 جريحا و12 قتيلا.

### يناير
- 1 يناير - تنصيب جايير بولسونارو رئيساً للبرازيل ليصبح الرئيس الثامن والثلاثين في تاريخ البلاد.
- 2 يناير - 6 قتلى في حادث قطار على جسر غريت بلت الذي يربط جزيرتي زيلاند وفونين وسط الدنمارك.
- 3 يناير -
  - المسبار الصيني تشانغ آه-4 يهبط بنجاح على الجانب المظلم من القمر في خطوة وصفتها الصين بالتاريخية.
  - السعودية: بدء محاكمة متهمين بقتل جمال خاشقجي.
  - انتخاب زعيمة الديمقراطيين نانسي بيلوسي رئيسة لمجلس النواب الأمريكي الجديد.

- 7 يناير -محاولة الانقلاب في الغابون 2019 ضباط في الغابون يسيطرون على مبنى الإذاعة الوطنية ويدعون لتشكيل «مجلس وطني للإصلاح» في غياب الرئيس علي بونغو الذي يقضي فترة نقاهة في المغرب.[5]
- 8 يناير - اللاعب المصري محمد صلاح يفوز بجائزة أفضل لاعب في إفريقيا والمغربي أشرف حكيمي يفوز بجائزة أفضل لاعب صاعد.
- 10 يناير:
  - الجمعيَّة الوطنيَّة الڤنزويليَّة تقضي ببُطلان نتائج الانتخابات الرئاسية التي أُجريت خلال شهر مايو 2018 وأفضت إلى فوز نيكولاس مادورو، وتوكل المهام الرئاسيَّة إلى خوان غوايدو مما أدخل البلاد في أزمةٍ سياسيَّة.
  - افتتاح بطولة العالم لكرة اليد للرجال.
  - فوز فليكس تشيسكيدى بالانتخابات الرئاسية في جمهورية الكونغو الديمقراطية.
- 14 يناير - احتجاجات الوقود في زيمبابوي 2019.
- 15 يناير – مجلس العموم يصوت بغالبية 432 صوتًا ضد خطة تيريزا ماي للخروج من الاتحاد الأوروبي مقابل مائتين واثنين من إجمالي الأصوات، وزعيم حزب العمّال المعارض جيرمي كوربين يطالب بحجب الثقة عن الحكومة.
- 17 يناير – وفاة بابكر عوض الله سياسي قومي عربي سوداني، ورئيس الحكومة السادسة للجمهورية السودانية، عن عمر جاوز مائة عام وعام، في العاصمة الأيرلندية دبلن.
- 18 يناير – مقتل ما يزيد عن 90 شخصًا وجرح العشرات في انفجارٍ لِخط أنابيبٍ نفطيَّة في بلدة تلاويليلبان بِولاية هيدالغو المكسيكيَّة.
- 20 يناير – انعقاد القمة الاقتصادية العربية في بيروت.
- 21 يناير – مقتل العشرات من قوات الأمن الوطنية الأفغانية في هجوم تبنَّته حركة طالبان، على مُجمَّعٍ عسكريٍّ في مدينة ميدان شهر.

### فبراير
- 1 فبراير -
  - مايك بومبيو يعلن انسحاب الولايات المتحدة من معاهدة حظر الصواريخ النووية مع روسيا.
  - قطر تفوز بكأس آسيا لكرة القدم لأول مرة في تاريخها بعد فوزها على اليابان بثلاثة أهداف مقابل هدف.
- 3 فبراير -
  - الإعلان عن فوز السياسي السلفادوري فلسطيني الأصل نجيب أبو كيلة بِرئاسة السلفادور بعد أن حصد ما نسبته 53% من الأصوات.
  - انتخابات الرئاسة السلفادورية 2019
- 12 فبراير -
  - بدء محاكمة 12 من قادة انفصال إقليم كتالونيا عن إسبانيا أمام المحكمة العليا في مدريد.
  - جُمهُوريَّة مقدونيا تُعلن عن تغيير اسمها رسميًّا لِيُصبح جُمهُوريَّة مقدونيا الشماليَّة بعد نزاعٍ دام سنواتٍ طويلةٍ بينها وبين اليونان مُنذُ تفكك يوغوسلافيا.
- 13 فبراير -
  - محكمة أمريكية تدين إمبراطور المخدرات المكسيكي إل تشابو، والسجن مدى الحياة في انتظاره.
  - عشرات القتلى والجرحى في هجوم انتحاري استهدف حافلة للحرس الثوري الإيراني في محافظة بلوشستان في إيران.
  - وكالة ناسا تُعلن اختتام مُهمَّة مركبة أبورتيونيتي المريخيَّة، التي دامت 15 سنة، بعدما فشل العُلماء في إعادة تشغيلها بعد أن توقفت عن العمل خلال شهر حُزيران (يونيو) 2018.
- 14 فبراير -
  - مقتل 46 عُنصرًا على الأقل من قُوَّات الأمن الهنديَّة في تفجيرٍ انتحاريّ على مقرُبةٍ من بولواما في المنطقة التي تُديرها الهند من كشمير.
- 16 فبراير -
  - أعلنت السعودية عن مقتل 6 من جنودها في منطقتي نجران وجازان المحاذيتين للأراضي اليمنية في مواجهة مع مسلحي الحوثيين.
  - استمرار أعمال العنف إثر مقتل شاب أردني وإصابة 4 من قوات الأمن في بلدة عنجرة بمحافظة عجلون شمالي الأردن.
- 24 فبراير - الانتخابات البرلمانية المولدوفية 2019[الإنجليزية] لانتخاب أعضاء البرلمان (101 مقعد).[6]
- 27 فبراير -
  - انطلاق القمة بين الرئيس الأمريكي دونالد ترامب وزعيم كوريا الشمالية كيم جونغ أون في هانوي.
  - مصر 28 قتيلاً في انفجارا وقع عندما ارتطم «جرار قطار» بحاجز في محطة مصر للقطارات، الواقعة بـ«ميدان رمسيس» وسط القاهرة.
  - باكستان تسقط مقاتلتين هنديتين في كشمير وتأسر طيارَيْن.
  - استقالة وزير النقل المصري هشام عرفات بعد حادث محطة قطارات رمسيس الذي أودى بحياة عشرات الأشخاص.
  - الإعلان عن فوز الرئيس النيجيري مُحمَّد بُخاري بِولايةٍ رئاسيَّةٍ ثالثة بعد أن تفوَّق على مُنافسه عتيق أبو بكر في الانتخابات التي جرت يوم 23 فبراير 2019 وحصد ما نسبته 55.6% من الأصوات.

### مارس
- 3 مارس - الانتخابات البرلمانية في إستونيا.[7]
- 9 مارس -
  - الانتخابات الرئاسية في سلوفاكيا.
  - تونس: استقالة وزير الصحة عبد الرؤوف الشريف على خلفية وفاة 11 رضيعا في مركز توليد بالعاصمة.
- 10 مارس -
  - الرئيس الفلسطيني محمود عباس يُكلف عضو اللجنة المركزية لحركة فتح محمد أشتية بتشكيل الحكومة.
  - مقتل 157 شخصا من 33 دولة في تحطم طائرة إثيوبية أثناء رحلة من أديس أبابا إلى نيروبي.
- 11 مارس –
  - الرئيس الجزائري عبد العزيز بوتفليقة يُعلن عُدُوله عن الترشُّح لِولايةٍ خامسة وإرجاء الانتخابات الرئاسيَّة التي كانت مُقرَّرة في 18 نيسان (أبريل) 2019 بعد أسبوعين من الاحتجاجات الشعبيَّة الرافضة لِترشُّحه.
- 15 مارس –
  - هُجُومٌ إرهابي بِسلاحٍ ناريّ على مسجد النور في مدينة كرايستشيرش النيوزيلنديَّة يودي بِحياة 49 مُصلٍّ وجرح أكثر من 50 آخرين، والاشتباه بِتورُّط أربعة جُناة في ذلك.
- 18 مارس –
  - قُتل ثلاثة أشخاص وأصيب خمسة آخرون في إطلاق نار على ترام في مدينة أوتريخت بهولندا. وصفت الشرطة المحلية الحادث بأنه هجوم إرهابي محتمل.
- 19 مارس –
  - رئيس كازاخستان نور سلطان نزارباييف يعلن استقالته من منصبه عبر التلفزيون الحكومي بعد 28 عاما في الحكم.
- 20 مارس –
  - رئيس مجلس الشيوخ الكازاخي قاسم جومارت توكاييف يؤدي اليمين الدستورية رئيسا مؤقتا لكازاخستان خلفا للرئيس المستقيل نور سلطان نزارباييف.
  - قرر الرئيس المؤقت لكازاخستان قاسم جومارت توكاييف، تغيير اسم العاصمة آستانا إلى «مدينة نور سلطان» على اسم الرئيس السابق نور سلطان نزارباييف.
  - المحكمة الجنائية الدولية ليوغوسلافيا السابقة تؤكد الحكم بالمؤبد على زعيم صرب البوسنة رادوفان كاراديتش.
- 21 مارس –
  - مصرع ما يزيد عن 100 شخص، إثر غرق عبَّارة سياحية في نهر دجلة بمدينة الموصل بالعراق.
  - 8 قتلى ونحو 30 مصابا في سقوط قذائف هاون قرب حفل برأس السنة الفارسية الجديدة في كابل الأفغانية.
- 23 مارس –
  - فيضاناتٌ هائلة جرَّاء الأمطار الغزيرة، تجتاح عدَّة مُحافظات إيرانيَّة وتودي بحياة حوالي 44 شخصًا.
  - قوات سوريا الديمقراطية تسيطر على قرية الباغوز آخر معقل لتنظيم الدولة الإسلامية (داعش).
- 25 مارس -
  - الرئيس الأمريكي دونالد ترامب يُوقِّعُ قرارًا رئاسيًّا تعترف الولايات المتحدة بِمُوجبه بأنَّ هضبة الجولان جزءٌ من إسرائيل، وسط اعتراضٍ لهيئة الأمم المتحدة والدُول العربيَّة.
  - الإعلان عن استحواذ أوبر على شركة كريم بصفقة تقدر بـ 3.1 مليار دولار.
- 29 مارس -
  - انتهاء عضوية المملكة المتحدة في الاتحاد الأوروبي رسمياً وفقاً للمنصوص عليه في المادة رقم 50.[8] وسينسحب إقليم ما وراء البحار جبل طارق من الاتحاد مع المملكة المتحدة.[9]
- 30 مارس – فوز زوزانا تشابوتوفا بالانتخابات الرئاسيَّة السلوڤاكيَّة بعدما حصدت 58.41% من الأصوات، لِتُصبح بِذلك أوَّل امرأة تتولَّى هذا المنصب في سلوڤاكيا، وأصغر رؤساء تلك الدولة حتَّى هذا التاريخ.
- 31 مارس - الانتخابات الرئاسية الأوكرانية 2019 وهي ثاني انتخابات رئاسية في البلاد بعد ثورة 2014.
  - انعقاد القمة العربية الثلاثين في تونس العاصمة.

### أبريل
- 2 أبريل – الرئيس الجزائري عبد العزيز بوتفليقة يعلن رسميا استقالته من منصبه أسابيع قبل انتهاء عهدته في ظل حراك شعبي يطالب برحيله وتوتر في العلاقة مع قادة الجيش الجزائري.
- 4 أبريل -
  - اجتماع وزراء خارجية حلف شمال الأطلسي (الناتو) في واشنطن العاصمة في الذكرى السبعين على توقيع معاهدة شمال الأطلسي.[10]
  - تجدد القتال بين الجيش الوطني الليبي وحكومة الوفاق الوطني الليبية للسيطرة على طرابلس العاصمة.
- 5 أبريل - الجزائريون يتظاهرون للأسبوع السابع على التوالي في العاصمة للمطالبة بالتغيير الجذري.
- 8 أبريل - الولايات المتحدة الأمريكية تدرج الحرس الثوري الإيراني على لائحة الإرهاب.
- 9 أبريل - البرلمان الجزائري يعلن رئيس مجلس الأمة عبد القادر بن صالح رئيسا للدولة لمدة 90 يوما خلفا للرئيس عبد العزيز بوتفليقة المستقيل. ومظاهرات في مدن جزائرية عدة احتجاجا على تنصيب أحد رموز الفساد رئيسا للبلاد وتطالب برحيل النظام.
- 10 أبريل -
  - استفتاء في بليز حول موضوع الخلاف الإقليمي على الأراضي مع غواتيمالا. سيسأل الاستفتاء المقترعين عن مواقفتهم من عدمها على تقديم غواتيمالا لإدعائاتها أمام محكمة العدل الدولية من أجل التوصل إلى تسوية نهائية بين البلدين.[11]
  - تليسكوب أفق الحدث يكشف عن أول صورة مباشرة لثقب أسود، الثقب الأسود فائق الكتلة M87*
- 11 أبريل -
  - الجيش السوداني يُعلن في بيان له عن عزل الرئيس عمر البشير وتعطيل العمل بالدستور، وتشكيل مجلس عسكري يتولى حكم البلاد لفترة انتقالية مدّتها عامين، وذلك عقب الاحتجاجات التي تشهدها البلاد منذ ديسمبر 2018.
  - اعتقال جوليان أسانج مؤسس موقع ويكيليكس داخل مبنى سفارة الإكوادور بلندن بعدما سحبت حكومة الإكوادور حق اللجوء عنه.
  - وفاة الممثل المصري محمود الجندي عن عمر يناهز 74 عاماً.
- 12 أبريل - الجزائريون يتظاهرون للأسبوع الثامن على التوالي في العاصمة للمطالبة بالتغيير الجذري.
- 14 أبريل - الانتخابات البرلمانية في فنلندا.[12]
- 15 أبريل -
  - اندلاع حريق هائل في كاتدرائية نوتردام بباريس يُؤدِّي إلى انهيار سقفها وبُرجها، وفرق الإطفاء تقول بأنَّ سبب الحريق يُرجَّح أن يكون أعمال الترميم.
- 17 أبريل -
  - انتحار رئيس الپيرو الأسبق آلن غارسيا بعد تقديم الشُرطة مُذكَّرة لاعتقاله بناءً على تُهمٍ بِالفساد المالي والارتشاء خِلال فترة رئاسته وما بعدها.
  - الانتخابات العامة في إندونيسيا. وستكون هذه الانتخابات الأولى التي سيختار فيها المقترعون المرشحين في جميع مستويات الحكومة من ممثلين تشريعيين وحكام ورئيس في الآن ذاته.[13]
  - عُلماء يُعلنون اكتشاف أيونات هيدريد هيليوم طبيعيَّة في السديم الكوكبي NGC 7027.
- 20 أبريل - من المزمع إجراء انتخابات الرئاسة في أفغانستان.[14]
- 20 أبريل - استفتاء دستور ٢٠١٩ في مصر.
- 21 أبريل
  - مقتل حوالي 290 شخصًا وجرح ما يزيد عن 500 آخرين في سلسلة تفجيراتٍ طالت كنائس وفنادق في 3 مُدن سريلانكيَّة بِالتزامن مع احتفالات عيد الفُصح.
- 22 أبريل
  - فوز الممثل الأوكراني فولوديمير زيلينكسي في الانتخابات الرئاسية الأوكرانية بنسبة 73%.
  - بدء الندوة التشاوية التي دعا لها الرئيس الجزائري المؤقت عبد القادر بن صالح في ظل مقاطعة واسعة من الأحزاب والشخصيات السياسية.
- 23 أبريل
  - انطلاق مؤتمر موسكو الثامن للأمن بمشاركة 100 دولة
- 30 أبريل - سيتنازل إمبراطور اليابان أكيهيتو عن سدة العرش الإمبراطوري ليكون أول إمبراطور ياباني يقوم بذلك في سابقة لم تشهدها البلاد منذ حوالي قرنين، ومن المتوقع أن يخلفه ابنه البكر ولي العهد الأمير ناروهيتو.[15][16]
  - محاولة انقلاب عسكري فاشلة في فنزويلا بدفع من خوان غوايدو، رئيس الجمعية الوطنية لفنزويلا، ودعمتها علنًا الولايات المتحدة الأمريكية، وكانت تهدف للإطاحة بالرئيس نيكولاس مادورو.

### مايو
- 2 مايو - الانتخابات المحلية في المملكة المتحدة (إنجلترا وأيرلندا الشمالية).[17]
- 5 مايو –
  - مرشّح حزب الديمقراطيين الاشتراكيين ستيفو بنداروفسكي، يفوز بنسبة 53,59%، بالجولة الثانية من الانتخابات الرئاسية في جمهورية شمال مقدونيا.
  - مرشّح الحزب الثوري الديمقراطي (الاشتراكي) لورنتينو كورتيزو، يفوز بنسبة 33,27%، في الانتخابات الرئاسية في بنما.
  - الطائرة الروسيَّة رحلة رقم 1492 إيروفلوت تهبط اضطراريًّا في مطار شيريميتييفو الدولي بُعيد إقلاعها بِقليل لاشتعال النيران فيها، مما أدَّى إلى مقتل 41 راكبًا من أصل 78 كانوا على متنها.
- 6 مايو –
  - الإعلان عن وقف إطلاق النار بين إسرائيل وحركة حماس بعد حوالي 4 أيَّامٍ من القصف الصاروخي المُتبادل الذي أدَّى إلى مقتل حوالي 31 شخصًا وجرح قُرابة 290 آخرين.
- 12 مايو -
  - وفاة البطريرك الماروني الأسبق الكاردينال مار نصر الله بطرس صفير عن عُمرٍ ناهز 99 سنة.
  - انتخابات الرئاسة في ليتوانيا.[18]
- 13 مايو - الانتخابات العامة الفلبينية 2019[الإنجليزية]
- 17 مايو - حدوث قضية إيبيزا وهي فضيحة فساد هزَّت المشهد السياسي في النمسا بعدما اُكتشف أن نائب المستشار النمساوي هاينز كريستيان شتراخه والنائب عن حزب الحرية يوهان غودينوس عرضا تثبيت عقود حكومية أثناء حديثهما مع امرأة تدَّعي أنها ابنة شقيق أحد الأوليغاركات الروس في لقاء يعود لعام 2017 في إسبانيا، هذا وقد وأدى تسرب شريط مصور نشرته الصحافة الألمانية بهذا الاجتماع إلى انهيار الائتلاف الحكومي الحاكم في البلاد بالإضافة إلى دعوات لإجراء انتخابات مبكرة.[19]
- 23–26 مايو - انتخابات البرلمان الأوروبي 2019
- 24 مايو - الانتخابات المحلية في جمهورية أيرلندا والتي ستجري بالتزامن مع انتخابات البرلمان الأوروبي في البلاد.[20]
- 26 مايو - الانتخابات المحلية في ألمانيا في كل من ولايات بادن-فورتمبيرغ وبراندنبورغ وراينلند بالاتينات وسارلاند وساكسونيا وساكسونيا أنهالت.
- 26 مايو - الانتخابات الاتحادية البلجيكية 2019[الإنجليزية][21]
- 26 مايو - الانتخابات المحلية في إسبانيا.[22]
- 27 مايو - نفوق آخر ذكور وحيد القرن السومطري في ماليزيا، حيث نفق في يوم 27 مايو 2019 تاركا وراءه أنثى واحدة فقط من نفس الأنواع النادرة في الأسر.[23]
- 30 مايو - سلسلة تفجيرات تضرب محافظة كركوك العراقية.

### يونيو
- 1 يونيو - تتويج ليفربول بدوري أبطال أوروبا 2018-19 للمرة السادسة في تاريخه بعد تفوقه بهدفين نظيفين علي توتنهام هوتسبير بهدفي محمد صلاح وديفوك أوريجي
- 7 يونيو - انطلاق كأس العالم للسيدات 2019 في فرنسا حيث من المقرر أن تجري المباريات في تسعة مدن. وستعقد المباراة الافتتاحية في العاصمة باريس.
- 17 يونيو - وفاة محمد مرسي الرئيس الخامس لجمهورية مصر العربية عن عمر ناهز 68 عامًا،
- 20 يونيو - القوات الجو-فضائية لحرس الثورة الإسلامية تسقط طائرة مسيرة أمريكية من نوع نورثروب جرومان آر كيو-4 جلوبال هوك.
- 21 يونيو - كأس الأمم الأفريقية لكرة القدم 2019

### يوليو
- يوليو - انتخابات مجلس المستشارين الياباني لانتخاب 121 من أصل 242 عضو في المجلس.
- 2 يوليو - وقوع كسوف الشمس 2 يوليو 2019 كليّ سيكون ظاهراً في المحيط الهادئ وأجزاء من أمريكا الجنوبية.
- 7 يوليو
  - تفعيل اتفاقية التجارة الحرة القارية الأفريقية الهادفة إلى إنشاء سُوق أفريقيَّة مُوحَّدة تليها حُريَّة الحركة وعملة مُوحَّدة لِلدُول الأعضاء.
  - منتخب الولايات المتحدة لكرة القدم للسيدات يحرز كأس العالم للسيدات 2019 للمرة الرابعة في تاريخه والثانية على التوالي، بعد فوزه على المنتخب الهولندي للسيدات بهدفين مقابل لا شيء.
  - منتخب البرازيل لكرة القدم يحرز كأس كوبا أمريكا 2019 مُحققاً بذلك اللقب التاسع له في البطولة، بعد تغلبه على منتخب بيرو بثلاثة أهداف لهدف.
  - منتخب المكسيك لكرة القدم يحرز كأس الكونكاكاف الذهبية 2019 بعد فوزه على منتخب الولايات المتحدة بهدف مقابل لا شيء.
- 13 يوليو – إطلاق المرصد الروسي الألماني للفيزياء الفلكية عالية الطاقة سبيكتر آر جي من ميناء بايكونور الفضائي في كازاخستان.
- 16 يوليو – البرلمان الأوروبي ينتخب بِأغلبيةٍ طفيفة السياسيَّة الألمانيَّة أورسولا فون دير لاين رئيسةً لِلمُفوَّضيَّة الأوروبيَّة لِتكون بِذلك أوَّل امرأة تتولَّى هذا المنصب.
- 17 يوليو – منظمة الصحة العالمية تُعلن أن تفشِّي الإيبولا في الكونغو استحال أزمةً صحيَّةً عالميَّةً طارئة.
- 19 يوليو – منتخب الجزائر لكرة القدم يحرز كأس الأمم الأفريقية 2019 للمرة الثانية في تاريخه بعد تغلبه على منتخب السنغال بهدف للا شيء.
- 23 يوليو – بوريس جونسون رئيسًا لوزراء المملكة المتحدة بعد انتخابه زعيمًا لحزب المحافظين الحاكم خلفًا لتيريزا ماي التي استقالت من مهامها في رئاسة الحزب والحكومة في 24 مايو 2019.
- 25 يوليو –
  - وفاة الرئيس التونسي الباجي قائد السبسي في المستشفى العسكري بتونس العاصمة عن عمر يناهز 92 عاماً، إثر وعكة صحية.
  - وفاة الممثل المصري فاروق الفيشاوي عن عمر ناهز 67 عامًا، إثر صراع مع مرض السرطان.

### أغسطس
- 3 أغسطس - هُجُومٌ مُسلَّح بِبُندُقيَّة اقتحام في إحدى متاجر وول مارت بِمدينة إل پاسو بِولاية تكساس الأمريكيَّة يُوقعُ 22 قتيلًا و40 جريحًا على الأقل، والشُرطة تُعلن أنَّ الدافع قد يكون عرقيًّا.
- 3 أغسطس - المخترع الفرنسي فرانكي زاباتا يجتاز بحر المانش بلوح طائر في حادثة هي الأولى في التاريخ، وذلك بعد قطعه المسافة الفاصلة بين فرنسا والمملكة المتحدة خلال 22 دقيقة.
- 4 أغسطس - انفجار كبير أمام المعهد القومي للأورام وسط القاهرة يودي بِحياة 20 شخصًا وإصابة 47 آخرين، واختلافٌ حول تحديد السبب أو الجهة المُنفِّذة.
- 5 أغسطس - البرلمان الهندي يلغي الحكم الذاتي للشطر الهندي من إقليم كشمير المتنازع عليه مع باكستان، وإسلام آباد تطرد السفير الهندي وتبحث سبل الرد عبر الأمم المتحدة، والأمين العام للأمم المتحدة يدعو إلى «أقصى درجات ضبط النفس».
- 8 أغسطس – انفجار في قاعدة نيونوكسا العسكرية الروسية، بالقرب من مدينة سفرودفنسك نتج عنه انبعاثات إشعاعية نووية، ووفاة خمسة أشخاص.
- 10 أغسطس - هجوم مسجد مركز النور الإسلامي 2019 في باروم بالنرويج، على بعد حوالي 20 كم غرب العاصمة أوسلو. تمّ إحباط الهجوم دون وقوع ضحايا في الأرواح، واعتُبر الهجوم أنه بدافع سيادة البيض وكراهية الإسلام
- 14 أغسطس - ستيفاني فرابارت (فرنسية 35 عاما)، تصبح أول امرأة تحكم في مباراة أوروبية كبرى للرجال عندما تولت قيادة كأس السوبر الأوروبي 2019 بين ليفربول و‌تشيلسي للمرة الأولى في التاريخ تحكيم مباراة أوربية.
- 15 أغسطس - مقتل 3 جنود باكستانيين و5 جنود هنود في تبادل لإطلاق النار على الخط الفاصل بين شطري كشمير.
- 15 أغسطس - إصابة 23 شخصا بعد هبوط اضطراري لطائرة مدنية روسية قرب مطار جوكوفسكي بضواحي موسكو.
- 20 أغسطس - حلّ المجلس العسكري الانتقالي إثر تشكيل المجلس السيادي السوداني برئاسة عبد الفتاح البرهان الذي أدّى أمامه تسعة من أعضاء المجلس اليمين الدستورية، وسيحكم المجلس السودان لفترة انتقالية مدتها 39 شهرًا.
- 23 أغسطس - المعهد البرازيلي الوطني لِأبحاث الفضاء يُعلن أنه ضبط أكثر من 39,000 حريقًا في الغابات المطيرة لِلأمازون مُنذُ شهر كانون الثاني (يناير) الماضي.

### سبتمبر
- 2 سبتمبر – اندلاع حريق على متن مركبٍ لِلغوص قبالة جزيرة سانتا كروز بِولاية كاليفورنيا الأمريكيَّة، يودي بِحياة 34 شخصًا على الأقل ويُصيب 5 آخرين بِجُرُوح.
- 4 سبتمبر - وفاة عبد الله محمد مرسي الابن الأكبر للرئيس الراحل محمد مرسي
- 6 سبتمبر – وفاة روبرت موغابي، ثاني رئيس في تاريخ زيمبابوي، عن عمر ناهز 95 عامًا.
- 10 سبتمبر – مصرع 31 شخصًا وإصابة نحو 100 آخرين في تدافعٍ أثناء مواكب عاشوراء في مدينة كربلاء.
- 12 سبتمبر – الإعلان عن اكتشاف بخار الماء في جو كوكب K2-18b خارج المجموعة الشمسية، وهو أول اكتشاف من نوعه في كواكب المنطقة الصالحة للحياة.
- 14 سبتمبر – استهداف معملين تابعين لشركة أرامكو السعودية في منطقتي بقيق وهجرة خريص بمجموعة طائرات مُسيَّرة أثّرت على 50% من إنتاج الشركة هناك، والحوثيون يتبنّون الهجمات التي خلّفت تنديدًا دوليًّا واسعًا.
- 15 سبتمبر –
  - فوز المُنتخب الإسباني بنهائي بطولة كأس العالم لكرة السلة 2019 بعد تغلُّبه على المُنتخب الأرجنتيني بِنتيجة 95 - 75.
  - الناخبون التونسيون يتوجهون إلى مكاتب الاقتراع لاختيار الرئيس السابع للجمهورية التونسية بوجود 26 مرشحا، في ثاني انتخابات رئاسية تقام بعد الثورة.
- 19 سبتمبر - وفاة زين العابدين بن علي رئيس الجمهورية التونسية الثاني منذ استقلالها.
- 20 سبتمبر – أحداث إضراب عالمي من أجل المناخ في 150 بلدًا، تقع في إطار احتجاجات حركة أيام الجمعة من أجل المستقبل.
- 23 سبتمبر – الإعلان عن إفلاس مجموعة توماس كوك وخطوط توماس كوك الجوية البريطانية، وتسبب انهيار الشركة في تعلق 600 ألف مسافر جوي حول العالم.
- 24 سبتمبر - انطلاق أعمال الدورة الرابعة والسبعين للجمعية العامة للأمم المتحدة في نيويورك.
  - زلزالٌ يضرب منطقة آزاد كشمير بِقُوَّة 5.6 درجات، ويتسبب بِمصرع 38 شخصًا وإصابة 723 آخرين.
- 26 سبتمبر – وفاة جاك شيراك، الرئيس الفرنسي الخامس في تاريخ الجمهورية الفرنسية الخامسة، عن عمر 87 عامًا.
- 29 سبتمبر – وفاة سامي عبد الحميد، عميد المسرح العراقي، عن عمر ناهز 91 عامًا.

### أكتوبر
- 1 أكتوبر – الصين تنظم أكبر عرض عسكري في تاريخها وتستعرض للمرة الأولى الصاروخ النووي العابر للقارات «دي أف 41».
  - الأمن العراقي يطلق الرصاص على المتظاهرين وسقوط أكثر من 250 قتيل خلال الشهر بعد مجموعة من المظاهرات خرجت في بغداد وبقية المدن العراقية للتنديد بالفساد والبطالة.
- 2 أكتوبر – الكشف عن نصب تذكاري للصحفي جمال خاشقجي في ذكرى مرور عام على اغتياله داخل القنصلية السعودية باسطنبول.
- 12 أكتوبر - الانتخابات المحلية في نيوزيلندا.[24]
- 20 أكتوبر - الانتخابات البرلمانية في سويسرا.[25]
- 26 أكتوبر - دخول الحظر الدائم على تسلق تكوين أولورو الصخري الشهير في أستراليا حيز التنفيذ.[26]
- 27 أكتوبر - الانتخابات العامة الأرجنتينية 2019[الإنجليزية] لانتخاب الرئيس وأعضاء الكونغرس الوطني.

### نوفمبر
- نوفمبر - الانتخابات المحلية في هونغ كونغ.[27]
- 10 نوفمبر - استقالة إيفو مورالس رئيس بوليفيا من منصبه.
- 11 نوفمبر - عبور كوكب عطارد بين الأرض والشمس.
- 15 نوفمبر - بطولة السوبر كلاسيكو 2019 بين البرازيل والأرجنتين في عاصمة السعودية الرياض بفوز الأرجنتين 1_0.
- 24 نوفمبر - تحقيق نادي الهلال السعودي دوري أبطال آسيا للمرة الثالثة في تاريخه وتأهله إلى كأس العالم للأندية 2019.

### ديسمبر
- 2 ديسمبر - انطلاق مؤتمر الأمم المتحدة للتغير المناخي 2019 في العاصمة الإسبانية مدريد.
- 5 ديسمبر - رئيسة مجلس النواب نانسي بيلوسي تطلب من اللجنة القضائية في مجلس النواب البدء في صياغة مواد المساءلة ضد الرئيس الأمريكي دونالد ترامب.
- 9 ديسمبر - ثورة بركان في الجزيرة البيضاء (نيوزيلندا)، يتسبب في مقتل ثمانية أشخاص على الأقل.
- 10 ديسمبر - في فنلندا اختيار سانا مارين لمنصبِ رئيس الوزراء الجديد، وبذلك أصبحت مارين أصغر رئيسة وزراء في العالم حالياً وأصغر رئيسة وزراء في تاريخ فنلندا وثالثُ رئيسة وزراء في فنلندا.
- 12 ديسمبر -
  - الانتخابات الرئاسية الجزائرية 2019
  - الانتخابات العامة في المملكة المتحدة 2019
- 26 ديسمبر - وقوع كسوف شمسي حلقيّ سيكون ظاهراً في جميع أنحاء منطقتي شبه الجزيرة العربية وجنوب آسيا وأجزاء من جنوب شرق آسيا.[28]
- 31 ديسمبر اقتحام السفارة الأمريكية في بغداد.
- اكتشاف فيروس جديد من سلالة فيروسات كورونا (الفيروسات التاجية) تحت اسم فيروس كورونا المستجد COVID 19 .

## مواليد
- 6 مايو:  آرتشي ماونتباتن-وندسور هو الطفل الأول للأمير هاري، دوق ساسكس، وميغان، دوقة ساسكس. وهو السابع في ترتيب العرش البريطاني.

## وفيات

### يناير
- 1 يناير:  عبد السلام بوحجر شاعر مغربي.
- 1 يناير:  إيفان ديميتروف لاعب كرة قدم بلغاري.
- 1 يناير:  فيس ايكتوه مغني راب هولندي.
- 1 يناير:  جمال محمد البدوي عضو في حركة الجهاد الإسلامي في اليمن والمتهم بتفجير المدمرة الأميركية يو إس إس كول.
- 2 يناير:  جين أوكرلند مصارع متقاعد ومعلق في اتحاد الدبليو دبليو إي والإي سي دبليو.
- 2 يناير:  بولين فان ديوتكوم متزلجة هولندية.
- 2 يناير:  بوب أينشتاين ممثل أمريكي.
- 2 يناير:  ماركو نيكوليتش ممثل صربي.
- 2 يناير:  محمد محفل مؤرخ وعالم آثار ولغوي سوري.
- 3 يناير:  بوب بورو لاعب كرة سلة أمريكي.
- 3 يناير:  ريج هولاند لاعب كرة قدم إنجليزي.
- 4 يناير:  هارولد براون عالم فيزياء وأكاديمي وسياسي أمريكي.
- 4 يناير:  إيفان بورتنك ممثل روسي.
- 5 يناير:  دراغوسلاف سيكولاراك لاعب ومدرب كرة قدم صربي.
- 5 يناير:   عائشة ليمو كاتبة ومُدرِّسة بريطانية نيجيريَّة.
- 6 يناير:  أناليز براكنزيك عارضة أزياء وممثلة ومذيعة تلفزيونية أسترالية.
- 6 يناير:  بن كولمان لاعب كرة سلة أمريكي.
- 6 يناير:  غوستاف تامان عالم فلك ألماني.
- 6 يناير:  ويليام مورغان شيبارد ممثل بريطاني.
- 7 يناير:  موشيه آرنز سياسي ودبلوماسي إسرائيلي.
- 7 يناير:  جوسلين صعب صحفية ومخرجة سينمائية لبنانية.
- 7 يناير:  هواري منار مغني جزائري.
- 7 يناير:  فرنسيسكو هرنانديز لاعب كرة قدم كوستاريكي.
- 8 يناير:  جون ناي عالم فيزياء وجيولوجي بريطاني.
- 9 يناير:  جبران عريجي سياسي لبناني.
- 9 يناير:  فيرنا بلوم ممثلة أمريكية.
- 9 يناير:   بول كوسلو ممثل ألماني كندي.
- 10 يناير:  محمد سالم سعيد الجوهي سياسي يمني.
- 11 يناير:   مايكل عطية عالم رياضيات بريطاني من أصل لبناني.
- 12 يناير:  باتريشيا والد قاضية ومحامية أمريكية.
- 12 يناير:  علي الشوك، كاتب روائي وأديب عراقي.
- 13 يناير:  محمد صالح طماح عسكري وسياسي يمني.
- 13 يناير:  فيل ماسينغا لاعب كرة قدم جنوب أفريقي.
- 13 يناير:  عبد المجيد قاسم ممثل كويتي.
- 14 يناير:  بافل أداموفيتش سياسي بولندي وعمدة مدينة غدانسك.
- 14 يناير:  غافن سميث لاعب بوكر كندي.
- 15 يناير:  كارول تشانينج ممثلة ومغنية وكوميدية أمريكية.
- 15 يناير:  جيرونيمو نيتو لاعب ثم مدرب كرة يد أنغولي.
- 16 يناير:  ميريام بريسلر كاتبة روائية ومترجمة ألمانية.
- 17 يناير:  حمد ناصر ممثل كويتي.
- 17 يناير:  بابكر عوض الله سياسي سوداني ورئيس وزراء البلاد السادس.
- 18 يناير:  سعيد عبد الغني ممثل مصري.
- 18 يناير:  إيفان فوتسوف لاعب كرة قدم ومدير فني بلغاري.
- 18 يناير:  سيس هاست درَّاج هولندي.
- 18 يناير:  لمياء الكيلاني عالمة آثار عراقية.
- 19 يناير:  مي منسى كاتبة وإعلامية وروائية لبنانية.
- 19 يناير:  جيرت فرانك درَّاج دنماركي.
- 20 يناير:  جيمي ريل لاعب كرة سلة أمريكي.
- 20 يناير:  مصطفى الفيلالي سياسي ونقابي تونسي.
- 21 يناير:  هنري أورليان، كونت باريس أمير فرنسي ورأس أسرة أورليان والمدعي بالحق في العرش الفرنسي.
- 23 يناير:  جورج نصر مخرج سينمائي لبناني.
- 28 يناير:  مراد مدلسي وزير الخارجية الجزائري
- 31 يناير:  جوني ليون مغني وممثل هولندي.

### فبراير
- 1 فبراير:  كلايف سويفت ممثل بريطاني.
- 2 فبراير:  علاء مشذوب كاتب وروائي عراقي.
- 3 فبراير:  كريستوف سانت جون ممثل أمريكي.
- 3 فبراير:  كارمن دنكان ممثلة أسترالية.
- 4 فبراير:  عبد المالك قنايزية خامس رئيس أركان للجيش الجزائري.
- 4 فبراير:  إزاسيو كاليخا لاعب كرة قدم اسباني.
- 14 فبراير:  غسان جبري مخرج سوري.
- 15 فبراير:  محسن نصر مصور سينمائي مصري.
- 16 فبراير:  برونو غانتس ممثل سويسري.
- 21 فبراير:  بيتر تورك موسيقي وممثل أمريكي.
- 22 فبراير:  برودي ستيفنز ممثل أمريكي.
- 23 فبراير:  كاثرين هيلموند ممثلة أمريكية.
- 25 فبراير:  ليزا شيريدان ممثلة أمريكية.
- 26 فبراير:  جيرالدين سوندرز كاتبة أمريكية.

### مارس
- 2 مارس:  زكي مبارك مؤرخ مغربي.
- 2 مارس:  نبيل المشيني ممثل أردني.
- 3 مارس:  عزيز موهوب ممثل مغربي.
- 4 مارس:  كيث فلينت مغني بريطاني.
- 4 مارس:  لوك بيري ممثل أمريكي.
- 15 مارس:  عطا عليان لاعب كرة الصالات نيوزلندي.
- 17 مارس:  جلال عيسى ممثل مصري.

### أبريل
- 7 أبريل:  إسماعيل محمود ممثل مصري.
- 11 أبريل:  محمود الجندي ممثل مصري.
- 17 أبريل:  المحجوب الراجي ممثل مغربي.
- 18 أبريل:  ليرا ماكي صحفية من أيرلندا الشمالية.
- 21 أبريل:  بشير السباعي شاعر ومؤرخ ومترجم مصري.
- 21 أبريل:  محسن أخريف شاعر وكاتب مغربي.
- 22 أبريل:  عبد الله الشرهان سياسي كويتي.
- 24 أبريل:  عباسي مدني سياسي جزائري.

### مايو
- 7 مايو:  أحمد أزناك ممثل مغربي.
- 12 مايو:  نصر الله بطرس صفير البطريرك الماروني الأسبق.
- 14 مايو:  عبد الله العمراني ممثل مغربي.
- 17 مايو:  طيب تيزيني مفكر سوري.

### يونيو
- 4 يونيو:  ناهد حسين ممثلة مصرية.

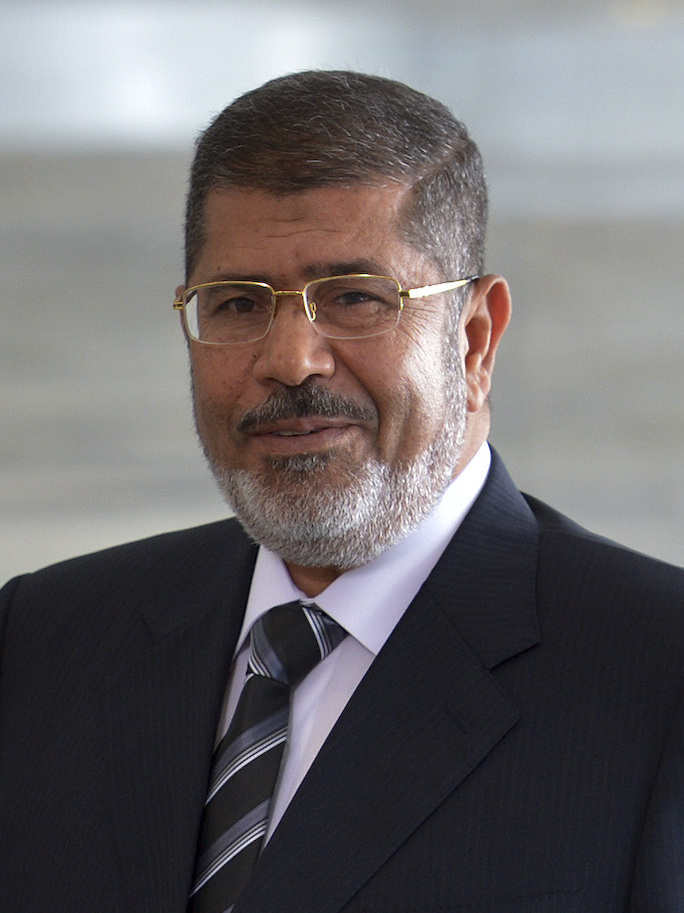
الرئيس محمد مرسي

- 8 يونيو:  عبد الباسط الساروت، لاعب كرة قدم سابقًا وَثائر ومُعارِض سوري.
- 10 يونيو:  إبراهيم يسري، دبلوماسي مصري.
- 17 يونيو:  محمد مرسي، الرئيس الخامس لجمهورية مصر العربية.
- 18 يونيو:  إمام عبد الفتاح إمام، أكاديمي ومترجم وفيلسوف ومفكر مصري.
- 22 يونيو:  جوديث كرانتز، كاتبة روائية أمريكية.

### يوليو
- 1 يوليو:  عزت أبو عوف ممثل مصري.

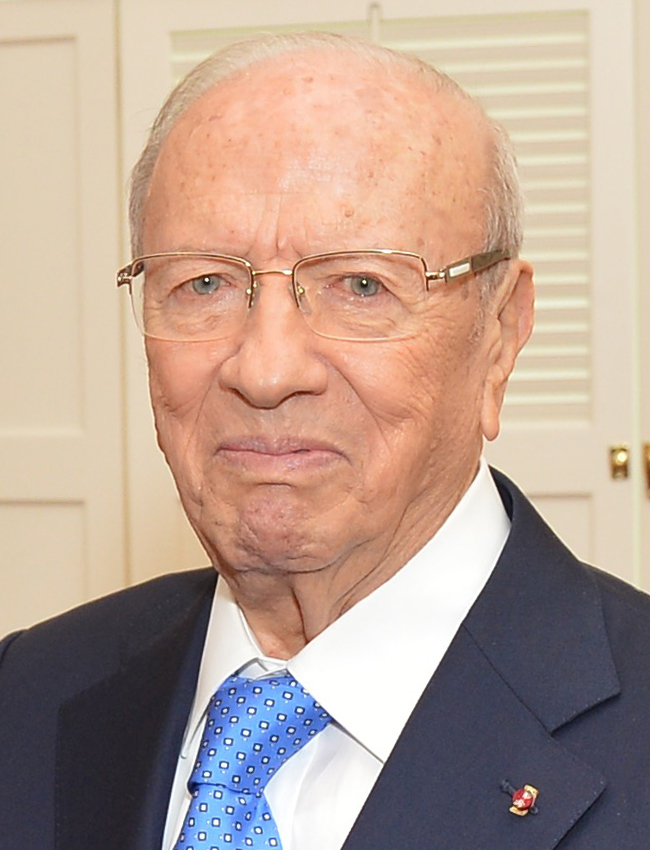
الرئيس الباجي قائد السبسي

- 12 يوليو:  شهدي نجيب سرور مؤلف شاعر مترجم ومصمم مصري.
- 12 يوليو:  حسين مخلوف أديب وكاتب ليبي.
- 14 يوليو:  حسن ميكري مغني مغربي.
- 25 يوليو:  الباجي قائد السبسي رئيس تونس.
- 25 يوليو:  فاروق الفيشاوي ممثل مصري.
- 28 يوليو:  بندر بن عبد العزيز آل سعود أمير سعودي.

### أغسطس
- 1 أغسطس:  هارلي ريس، مصارع محترف، ومدرب أمريكي (مواليد. 1943)[29]
- 5 أغسطس:  توني موريسون روائية أمريكية-إفريقية حصلت على جائزة نوبل في الأدب عام 1993.
- 10 أغسطس:  جيفري إبستاين شخصية أعمال ملياردير أمريكي.
- 10 اغسطس:  حمود ناصر ممثل كويتي.
- 11 أغسطس:  والتر مارتينيز لاعب كرة قدم هندوراسي.
- 12 أغسطس:  إبراهيم كمال مؤسس الحركة الإسلامية بالمغرب.
- 20 أغسطس:  حبيب الصايغ شاعر وكاتب إماراتي.
- 26 أغسطس:  أمينة رشيد ممثلة مغربية.

### سبتمبر

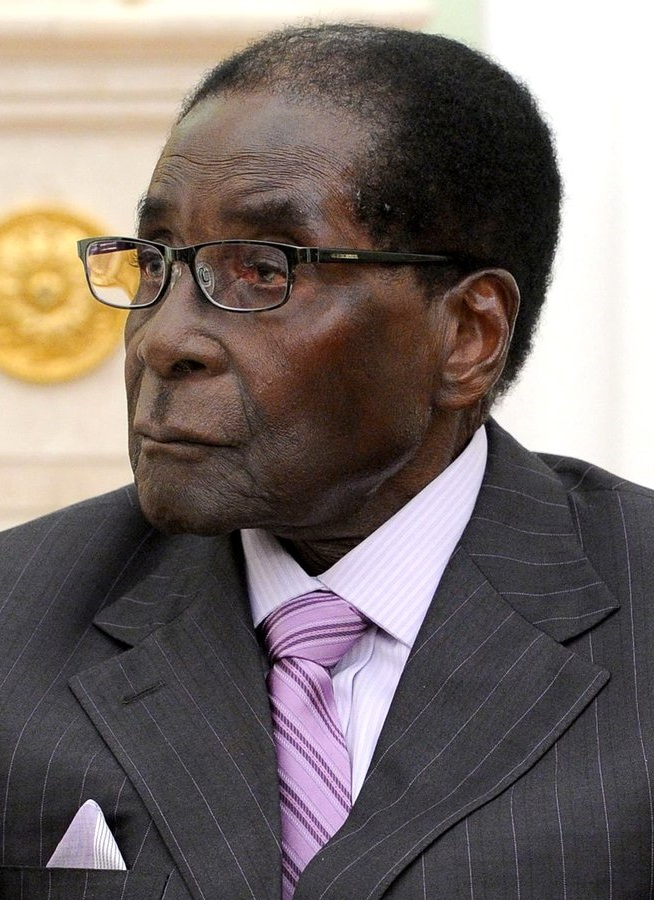
الرئيس روبرت موغابي

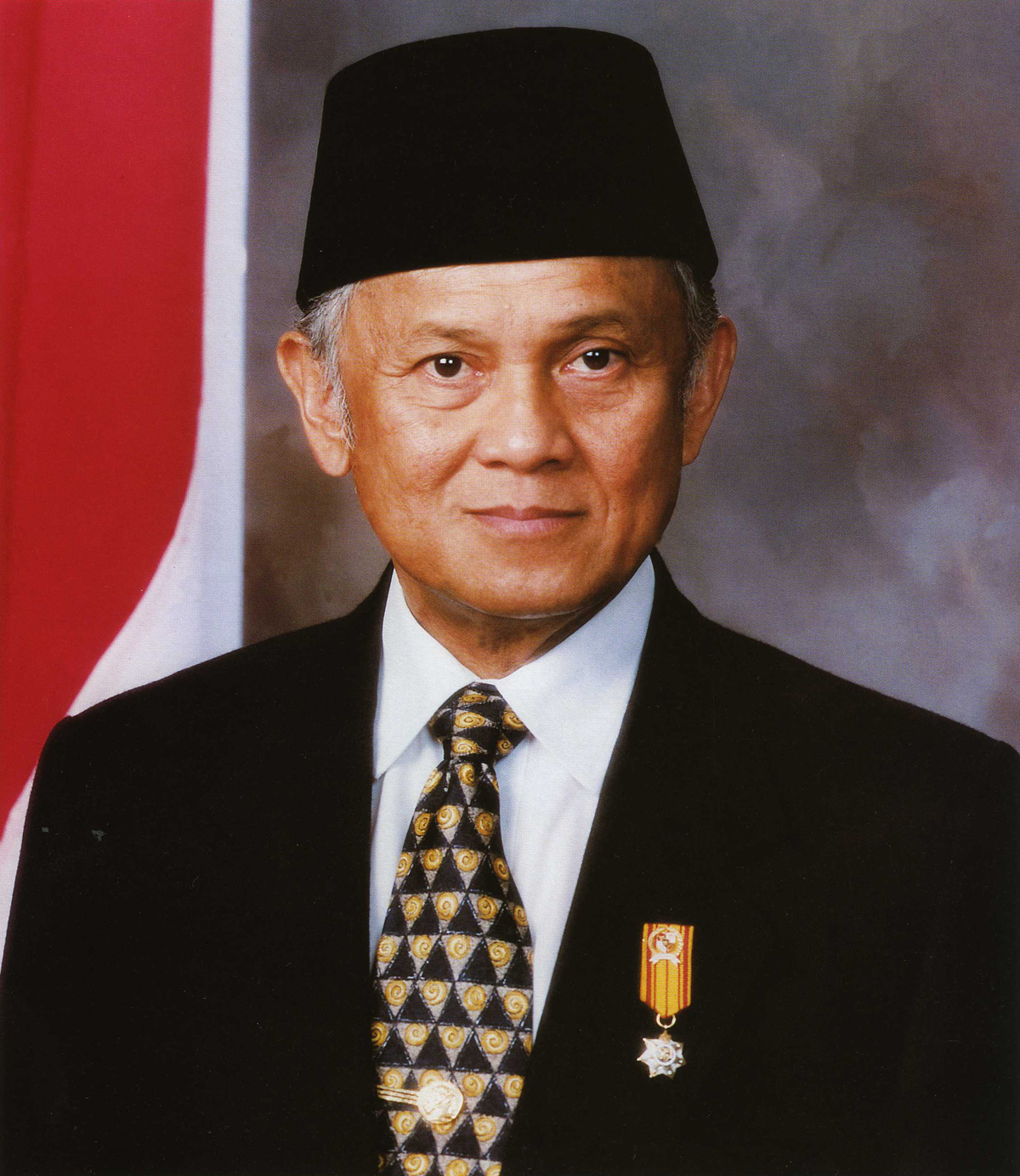
الرئيس يوسف حبيبي

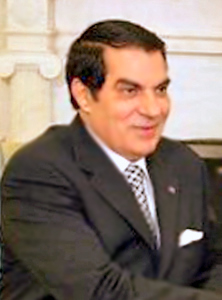
الرئيس زين العابدين بن علي

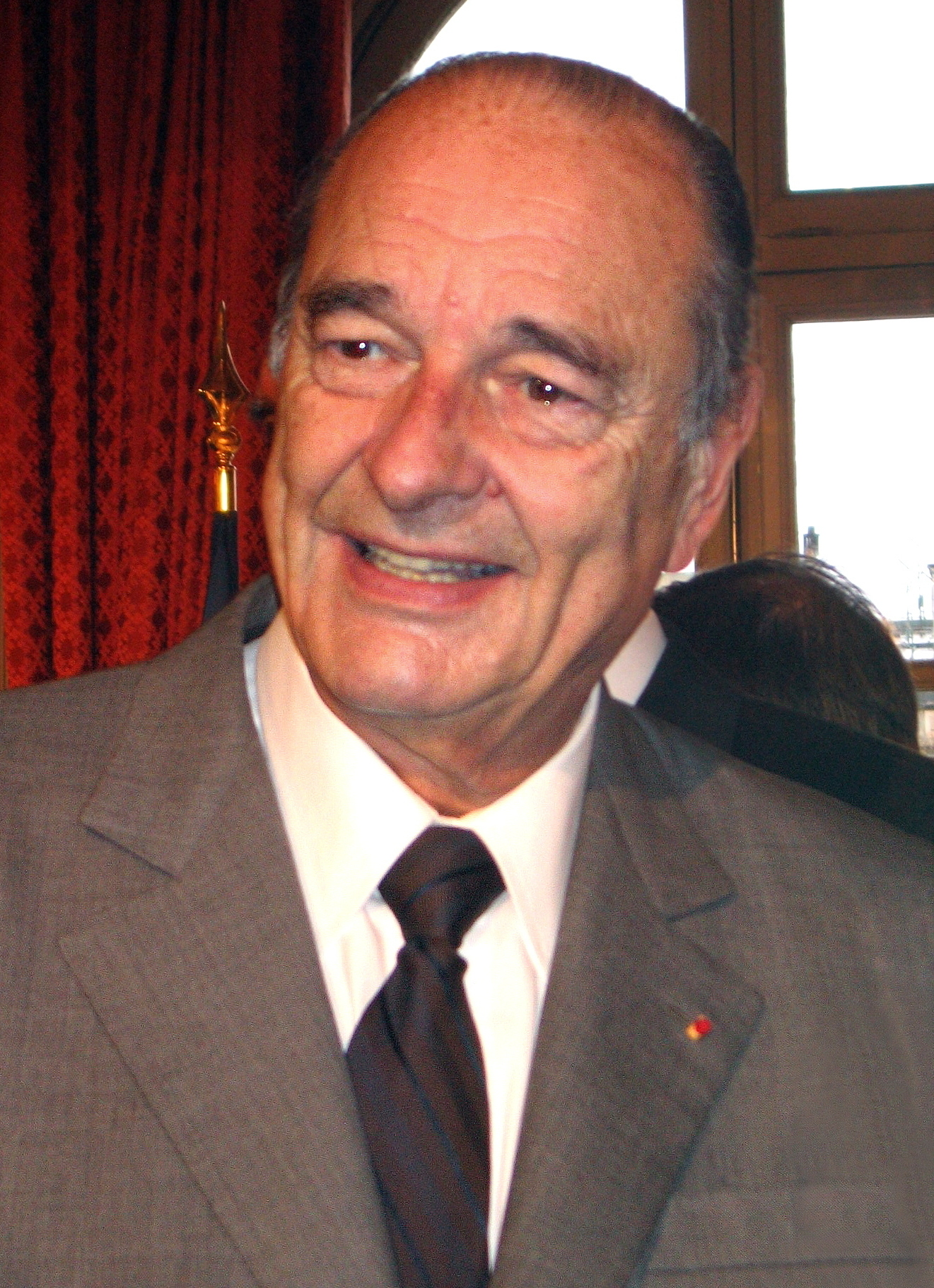
الرئيس جاك شيراك

- 1 سبتمبر:  كاثرين ماكلين كاتبة أمريكية.
- 1 سبتمبر:  ايدو زانكي مغني ومنتج ألماني.
- 1 سبتمبر:  جان إدوارد سميث مؤرخ أمريكي.
- 2 سبتمبر:  جيويي ماتسوموتو لاعب كرة قدم ياباني.
- 2 سبتمبر:  محمد خدي ممثل مغربي.
- 3 سبتمبر:  بيتر ليندبيرغ مصور ومخرج أفلام ألماني.
- 3 سبتمبر:  كارول لينلي ممثلة أمريكية.
- 4 سبتمبر:  روجيه إتتشيغاريه رئيس أساقفة وكاردينال فرنسي.
- 5 سبتمبر:  فرنسيسكو توليدو رسام مكسيكي.
- 6 سبتمبر:  روبرت موغابي رئيس زيمبابوي السابق.
- 7 سبتمبر:  فؤاد شحادة محامي فلسطيني حاصل على لقب غينيس للأرقام القياسية كأطول ممارس لمهنة المحاماة.
- 7 سبتمبر:  روبرت أكسلرود ممثل أمريكي.
- 7 سبتمبر:  مشاري العصيمي نائب سابق كويتي.
- 9 سبتمبر:  برايان بارنز لاعب غولف بريطاني.
- 9 سبتمبر:  روبرت فرانك مصور فوتغرافي سويسري أمريكي.
- 11 سبتمبر:  يوسف حبيبي رئيس إندونيسيا الثالث.
- 11 سبتمبر:  دانيال جونستون عازف بيانو ومغني ورسام أمريكي.
- 11 سبتمبر:  سيمون أسمر مخرج لبناني.
- 13 سبتمبر:  جيورجي كونراد كاتب مجري.
- 15 سبتمبر:  صلاح بن البادية مغني، ملحن.
- 15 سبتمبر:  شاذلية سعيدة فرحات سيدة تونس الأولى (2014-2019).
- 15 سبتمبر:  فيليس نيومان ممثلة ومغنية أمريكية.
- 17 سبتمبر:  سوزان وانج ممثلة ومغنية أمريكية.
- 18 سبتمبر:  غرايم جيبسون كاتب روائي كندي.
- 18 سبتمبر:  إبراهيم العرابي قائد عسكري مصري.
- 18 سبتمبر:  إرنست هايتش، عالم لغة كلاسيكي ألماني.
- 19 سبتمبر:  زين العابدين بن علي رئيس الجمهورية التونسية الثاني منذ استقلالها.
- 19 سبتمبر:  شارل جيرار ممثل ومخرج سينمائي فرنسي.
- 24 سبتمبر:  عبد الله القادري قائد عسكري وسياسي مغربي.
- 25 سبتمبر:  فينو مادهاف ممثل هندي.
- 25 سبتمبر:  لوبومير ليفتشيف كاتب وشاعر بلغاري.
- 26 سبتمبر:  جاك شيراك رئيس فرنسا الأسبق.
- 29 سبتمبر:  عبد العزيز الفغم اللواء الركن الحارس الشخصي للملك سلمان بن عبدالعزيز.
- 29 سبتمبر:  سامي عبد الحميد عميد المسرح العراقي.

### أكتوبر
- 1 أكتوبر:  ميجل ليون بورتيا فيلسوف ومؤرخ مكسيكي.
- 1 أكتوبر:  كاريل غوت رسام ومغني وممثل تشيكي.
- 3 أكتوبر:  ديوغو دي فريتاس دو أمارال سياسي برتغالي.
- 4 أكتوبر:  كارول جونسون ممثلة ومغنية أمريكية.
- 5 أكتوبر:  سليمان الحكيم كاتب وصحفي مصري.
- 6 أكتوبر:  سياران كارسون شاعر وروائي من أيرلندا الشمالية.
- 7 أكتوبر:  عبد الله الشريده لاعب كرة قدم سعودي.
- 8 أكتوبر:  طلعت زكريا ممثل مصري.
- 11 أكتوبر:  أليكسي ليونوف رائد فضاء روسي.

### نوفمبر
- 7 نوفمبر:  هيثم أحمد زكي ممثل مصري.
- 11 نوفمبر:  علاء علي لاعب كرة قدم مصري.
- 16 نوفمبر:  فوزية عبد الستار حقوقية وسياسية مصرية.
- 17 نوفمبر:  عدنان الباجه جي سياسي عراقي.
- 18 نوفمبر:  سلطان بن زايد آل نهيان سياسي إماراتي.
- 19 نوفمبر:  ناصر محمد الساير رجل وأعمال.
- 28 نوفمبر:  عبد الرزاق خلف ممثل كويتي.

### ديسمبر
- 2 ديسمبر:  محمد خيري، ممثل مصري.
- 2 ديسمبر:  جيهان عفيفي، إعلامية مصرية.
- 3 ديسمبر:  شعبان عبد الرحيم، مغني مصري.
- 3 ديسمبر:  صالح علماني، كاتب مترجم فلسطيني.
- 4 ديسمبر:  عبد المحسن الفارس، مدرب كرة القدم.
- 9 ديسمبر:  سمير سيف، مخرج مصري.
- 15 ديسمبر:  حسن عفيفي، ممثل وراقص استعراض مصري.
- 16 ديسمبر:  محمود صلاح، صحفي وكاتب مصري.
- 18 ديسمبر:  عصمت محمود، ممثلة وإذاعية مصرية..
- 19 ديسمبر:  جول ديلدر، شاعر هولندي.
- 21 ديسمبر:  محمد شحرور، مفكر سوري.
- 23 ديسمبر:  أحمد قايد صالح، رئيس أركان الجيش الجزائري.
- 24 ديسمبر:  فرييد إمر، صحفي ومقدم نشرات الأخبار في التلفزيون الهولندي.
- 26 ديسمبر:  كوشال بنجابي ممثل هندي
- 28 ديسمبر:  مصطفى العلوي، عميد الصحفيين المغاربة.